# Candido Portinari
Candido Portinari (ur. 29 grudnia 1903 w Brodowskim w Brazylii, zm. 6 lutego 1962 w Rio de Janeiro) – brazylijski malarz, stworzył ponad pięć tysięcy dzieł (małe obrazy, jak i duże murale). W 2003 pośmiertnie odznaczony brazylijskim Orderem Zasługi Kulturalnej.